# Cratere Reichenbach
Reichenbach è un cratere lunare di 64,85 km situato nella parte sud-orientale della faccia visibile della Luna.